# Lijst van voetbalinterlands Duitse Democratische Republiek - Sovjet-Unie
Deze lijst van voetbalinterlands is een overzicht van alle officiële voetbalwedstrijden tussen de nationale teams van de Duitse Democratische Republiek en de Sovjet-Unie. De landen hebben twaalf keer tegen elkaar gespeeld. De eerste ontmoeting, een vriendschappelijke wedstrijd, werd gespeeld in Leipzig op 17 augustus 1960. Het laatste duel, een kwalificatiewedstrijd voor het Wereldkampioenschap voetbal 1990, vond plaats op 8 oktober 1989 in Karl-Marx_Stadt.

## Wedstrijden
| №  | Plaats          | Datum            | Competitie           | Wedstrijd                                    | Uitslag |
| -- | --------------- | ---------------- | -------------------- | -------------------------------------------- | ------- |
| 1  | Leipzig         | 17 augustus 1960 | Vriendschappelijk    | Duitse Democratische Republiek − Sovjet-Unie | 0 − 1   |
| 2  | Moskou          | 23 oktober 1966  | Vriendschappelijk    | Sovjet-Unie − Duitse Democratische Republiek | 2 − 2   |
| 3  | Leipzig         | 25 juli 1969     | Vriendschappelijk    | Duitse Democratische Republiek − Sovjet-Unie | 2 − 2   |
| 4  | Leipzig         | 17 oktober 1973  | Vriendschappelijk    | Duitse Democratische Republiek − Sovjet-Unie | 1 − 0   |
| 5  | Leipzig         | 28 juli 1977     | Vriendschappelijk    | Duitse Democratische Republiek − Sovjet-Unie | 2 − 1   |
| 6  | Moskou          | 5 september 1979 | Vriendschappelijk    | Sovjet-Unie − Duitse Democratische Republiek | 1 − 0   |
| 7  | Moskou          | 5 mei 1982       | Vriendschappelijk    | Sovjet-Unie − Duitse Democratische Republiek | 1 − 0   |
| 8  | Leipzig         | 26 juli 1983     | Vriendschappelijk    | Duitse Democratische Republiek − Sovjet-Unie | 1 − 3   |
| 9  | Kiev            | 29 april 1987    | EK 1988 kwalificatie | Sovjet-Unie − Duitse Democratische Republiek | 2 − 0   |
| 10 | Oost-Berlijn    | 10 oktober 1987  | EK 1988 kwalificatie | Duitse Democratische Republiek − Sovjet-Unie | 1 − 1   |
| 11 | Kiev            | 26 april 1989    | WK 1990 kwalificatie | Sovjet-Unie − Duitse Democratische Republiek | 3 − 0   |
| 12 | Karl-Marx-Stadt | 8 oktober 1989   | WK 1990 kwalificatie | Duitse Democratische Republiek − Sovjet-Unie | 2 − 1   |

## Samenvatting
| Competitie        | Totaal gespeeld | Winst DDR | Gelijk | Winst Sovjet-Unie | Doelsaldo DDR – Sovjet-Unie |
| ----------------- | --------------- | --------- | ------ | ----------------- | --------------------------- |
| WK-kwalificatie   | 2               | 1         | 0      | 1                 | 2 − 4                       |
| EK-kwalificatie   | 2               | 0         | 1      | 1                 | 1 − 3                       |
| Vriendschappelijk | 8               | 2         | 2      | 4                 | 8 − 11                      |
| Totaal            | 12              | 3         | 3      | 6                 | 11 − 18                     |

Wedstrijden bepaald door strafschoppen worden, in lijn met de FIFA, als een gelijkspel gerekend.

## Details

### Negende ontmoeting
| EK 1988 kwalificatie (Kiev, Sovjet-Unie, 29 april 1987): |       |                                |
| Sovjet-Unie                                              | 2 – 0 | Duitse Democratische Republiek |
| Aleksandr Zavarov 41' Igor Belanov 49'                   | goals |                                |

### Tiende ontmoeting
| EK 1988 kwalificatie (Oost-Berlijn, Duitse Democratische Republiek, 10 oktober 1987): |       |                      |
| Duitse Democratische Republiek                                                        | 1 – 1 | Sovjet-Unie          |
| Ulf Kirsten 44'                                                                       | goals | 80' Sergej Alejnikov |

### Elfde ontmoeting
| WK 1990 kwalificatie (Kiev, Sovjet-Unie, 26 april 1989):       |       |                                |
| Sovjet-Unie                                                    | 3 – 0 | Duitse Democratische Republiek |
| Igor Dobrovolski 3' Gennadi Litovtsjenko 20' Oleg Protasov 40' | goals |                                |

### Twaalfde ontmoeting
| WK 1990 kwalificatie (Karl-Marx-Stadt, Duitse Democratische Republiek, 8 oktober 1989):                                                                           |              | |
| Duitse Democratische Republiek | 2 – 1        | Sovjet-Unie |
| Andreas Thom 81' Matthias Sammer 82' | goals        | 74' Gennadi Litovtsjenko |
| Eduard Geyer | bondscoach   | Valeri Lobanovski |
| Dirk Heyne Ronald Kreer Dirk Stahmann Mathias Lindner Matthias Döschner Matthias Sammer Jörg Stübner Rico Steinmann 88' Ulf Kirsten Rainer Ernst 75' Andreas Thom | opstellingen | Viktor Chanov Vladimir Bessonov Vagiz Chidijatoellin Oleg Koeznetsov Sergey Gorlukovich Sergej Alejnikov Gennadi Litovtsjenko Aleksej Michailitsjenko Aleksandr Zavarov Oleh Protasov Igor Dobrovolskiy |
| Thomas Doll 75' Uwe Weidemann 88' | wissels      | |
| | gele kaarten | ??' Vladimir Bessonov ??' Oleg Koeznetsov |